# Forest Lake (Illinois)
Forest Lake es un lugar designado por el censo ubicado en el condado de Lake en el estado estadounidense de Illinois. En el Censo de 2010 tenía una población de 1659 habitantes y una densidad poblacional de 1.241,36 personas por km².

## Geografía
Forest Lake se encuentra ubicado en las coordenadas 42°12′39″N 88°3′13″O / 42.21083, -88.05361. Según la Oficina del Censo de los Estados Unidos, Forest Lake tiene una superficie total de 1.34 km², de la cual 1.18 km² corresponden a tierra firme y (11.82%) 0.16 km² es agua.

## Demografía
Según el censo de 2010, había 1659 personas residiendo en Forest Lake. La densidad de población era de 1.241,36 hab./km². De los 1659 habitantes, Forest Lake estaba compuesto por el 91.86% blancos, el 1.21% eran afroamericanos, el 0.06% eran amerindios, el 3.8% eran asiáticos, el 0.06% eran isleños del Pacífico, el 1.99% eran de otras razas y el 1.02% pertenecían a dos o más razas. Del total de la población el 6.87% eran hispanos o latinos de cualquier raza.